# Skansen Kronan
O Fortim da Coroa - em sueco Skansen Kronan - é uma fortificação defensiva, erigida no século XVII, entre 1687 e 1700, no alto de um rochedo, no bairro de Haga no centro de Gotemburgo.

Juntamente com o Fortim do Leão e com o Forte de Nya Älvsborg, tinha a missão de defender a cidade contra os ataques dos dinamarqueses.

Na altura da construção, o Fortim da Coroa estava às portas da cidade, no atual bairro de Haga.

A fortificação tem a forma de uma torre com quatro lados, cujas paredes têm quatro metros de largura.